# Acadèmia d'Enginyers de Guadalajara
La Acadèmia d'Enginyers de l'Exèrcit és una institució de formació militar de l'Exèrcit espanyol amb una àmplia tradició tecnològica i científica que va romandre a Guadalajara des de 1833 fins al seu trasllat a Segòvia en 1932 com a part de la seva fusió amb l'Acadèmia d'Artillers.

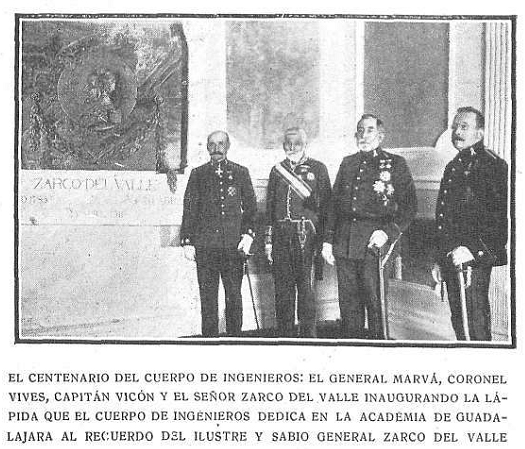
Centenari del Cos d'Enginyers, homenatge a Zarco del Valle, 1900.

La seu de l'Acadèmia d'Enginyers a Guadalajara va estar situada al palau de Montesclaros, a l'oest de la ciutat, fins que en 1924 va ser destruït per un incendi fortuït que va acabar amb part de les seves dependències i amb una important col·lecció de models, documents, llibres i obres d'art. Des de llavors, i fins al seu trasllat definitiu, va continuar les seves activitats als edificis annexos al palau que avui constitueixen l'Arxiu General Militar de Guadalajara i al palau d'Antonio de Mendoza.
A les aules de l'Acadèmia d'Enginyers de Guadalajara van completar la seva formació 115 promocions, integrades per un total de 2.213 oficials enginyers, alguns d'ells màxims responsables del naixement i desenvolupament de l'Aeronàutica Militar Espanyola. Per les seves aules van passar, com a professors o alumnes, importants personatges, uns per la seva trajectòria castrense, uns altres per la seva aportació a l'avanç de l'enginyeria i la tècnica, com Mariano Barberán y Tros de Ilarduya, Eduardo Barrón, José Cubillo Fluiters, Alejandro Goicoechea Omar, Emilio Herrera Linares, Alfredo Kindelán y Duany, José Ortiz Echagüe o Pere Vives Vich.

## Història

### Orígens
L'Acadèmia d'Enginyers de l'Exèrcit obria les seves portes l'1 de setembre de 1803 en l'antic col·legi de Basilios d'Alcalá de Henares. Era una de les principals aspiracions planificades dins de les reformes promogudes al Cos pel seu Enginyer General, José Urrutia de las Casas, i aprovades per Carles IV.
El programa de la nova Acadèmia es concretava en quatre cursos anuals: un de preparatori i tres específics. En primer curs s'impartien les matèries d'àlgebra, Càlcul diferencial i integral, Hidrodinàmica i fortificació. En segon curs, artilleria, Mines, atac i defensa de places, Castramentació i Estratègia. I en tercer curs, Òptica, Perspectiva, Trigonometria esfèrica, Geografia, Astronomia, Topografia i Arquitectura civil. A més l'horari de formació es complementava amb classes de dibuix i les pròpies d'instrucció d'armes i pràctiques.
Amb el començament de la Guerra del francès, professors i alumnes de l'Acadèmia van abandonar Alcalá, creant-se una provisional a Cadis des de 1811 fins a 1814, any en què es reimplantà a Alcalá de Henares. En 1820, es van sumar a la causa liberal i en 1823, davant l'amenaça de les tropes del duc d'Angulema, es van traslladar a Granada i, posteriorment, davant l'assetjament de les tropes dels Cent Mil Fills de Sant Lluís, a Màlaga. Davant aquesta situació, el 27 de setembre de 1823, una Ordre de la Regència declarava dissolta l'Acadèmia d'Enginyers Militars. A l'any següent, el 23 d'abril de 1824, el Ferran VII dictava una altra Orde per la qual es creava el Col·legi General Militar a Segòvia en lloc de l'Acadèmia suprimida.
En 1826, Ambrosio de la Cuadra, enginyer general, aconseguia la promulgació d'una Real Ordre, amb data de 20 d'agost, per la qual s'obria novament l'Acadèmia d'Enginyers, aquesta vegada en Madrid. Després, fins a 1833, la seu rotaría per les localitats d'Àvila, Talavera de la Reina i Arévalo.

### L'Acadèmia a Guadalajara
L'Acadèmia d'Enginyers seria instal·lada definitivament a Guadalajara per Reial Ordre de 13 de setembre de 1833. Allí, els Enginyers Militars ocuparien les dependències de la clausurada Real Fábrica de Paños, al palau de Montesclaros. Unes instal·lacions diàfanes i suficients en les quals desenvolupar amb comoditat i amplitud tota la seva activitat docent i administrativa. A més, comptava amb una considerable superfície oberta al barranc del Coquín per a activitats complementàries. El palau de Montesclaros era un complex antic, resultat de diverses ampliacions i reformes, l'últim episodi de les quals va correspondre, en 1778, a un programa de renovació i ampliació sota la direcció de l'arquitecte Diego García.
Entre 1837 i 1839, i a causa de la inseguretat generada per la Primera Guerra Carlina, la institució docent va traslladar les seves aules a Madrid. De retorn a Guadalajara, en 1839, es va aprovar un nou Reglament.
El període comprès entre 1843 i 1860 va ser el més fecund de l'Acadèmia d'Enginyers de Guadalajara, el que correspon amb els anys en què Antonio Remón y Zarco del Valle va ocupar el càrrec d'Enginyer General. Llavors van ser molt freqüents les comissions de professors, que es traslladaven a centres similars de formació de països amics per contrastar les seves opinions amb les dels seus col·legues, i incorporar al programa docent noves teories, últimes edicions i instrumental de precisió.
Però també durant aquests anys va haver-hi moments d'incertesa quan, per la ciutat, se sembrava el dubte sobre la continuïtat d'aquest institut castrense a Guadalajara. Va ser en 1864 quan, davant els signes evidents de deterioració que mostraven algunes parts del reconstruït palau de Montesclaros, es va formalitzar una comissió per estudiar en profunditat l'abast de les patologies. Va ser tal el resultat de la recerca que aquest mateix any es van proposar projectes per a una nova Acadèmia a Guadalajara, però també a Madrid i a Saragossa. Davant la possible pèrdua d'aquesta institució, l'ajuntament de Guadalajara va emprendre una campanya fins a aconseguir, el 28 de maig de 1867, una Reial Ordre que assegurava la continuïtat del centre a la ciutat. Les obres dissenyades per l'oficial d'Enginyers Juan Puyol es van perllongar des del 14 de novembre de 1867 fins al 24 de desembre de 1869. Mentre, els alumnes van seguir la seva formació en l'immediat caserna de San Carlos. Per al finançament d'aquest projecte, la Diputació Provincial de Guadalajara i l'Ajuntament van haver de realitzar un important esforç econòmic, aportant gran part del pressupost de l'obra: 110.000 escuts.
Novament en 1879 es va afrontar el projecte de renovació de les construccions del segle xviii que coronaven el barranc del Coquín –en part sostingudes per les paredasses de l'antiga muralla medieval–. El comandant d'enginyers Federico Vázquez Landa va plantejar l'obra com una fortificació medieval, projectant, d'una part, un pavelló seguint el model de l'arquitectura dels palaus pontificis d'Avinyó, i, d'una altra, reconstruint una cortina de la muralla de la ciutat amb certes llicències mudèjars.
En 1888 l'Acadèmia acreixeria les seves dotacions amb la construcció d'un picadero, encara avui en peus, segons disseny realitzat en 1881 pel llavors capità José Marvá y Mayer.
En 1905 van tornar a programar-se obres de renovació, aquesta vegada tenint per objecte la façana principal. Llavors es va proposar l'eliminació de l'entreplanta sota coberta per aconseguir dependències de major altura i un disseny més harmònic en el mur de tancament, ara amb finestres de proporció vertical. Per a això, el capità Ramón Valcárcel López-Espila va optar per recórrer a plantejaments de gust historicista de tendència clàssica alternant llindars de traçat dispar, carreus fingits, pilastra d'ordre geganta, balaustrada i erigint una nova torre de major proporció.
Les obres, finalitzades en 1909, van dotar a la seu de l'Acadèmia, en l'antic palau de Montesclaros, d'una nova fisonomia que rivalitzava amb la de les seus de les principals institucions civils de Guadalajara i amb els elaborats dissenys que l'arquitecte Ricardo Velázquez Bosco realitzava per a les empreses de la duquessa de Sevillano.

## Incendi i trasllat
La nit del 9 de febrer de 1924 un violent incendi destruïa gairebé per complet el palau de Montesclaros, salvant-se el picadero i els pavellons situats en la cornisa del barranc del Coquín.
Durant el sinistre es van perdre els gabinets de Construcció, Química, Mineralogia, Fotografia i Física, i el seu contingut: aparells de precisió i mesura, peces i models únics, col·leccions de minerals i fòssils, l'arxiu històric de la institució, etc. A més, van ser pastura de les flames altres dos importants fons patrimonials: el saló del Tron, on s'exposava una completíssima col·lecció de retrats d'Enginyers Militars, i la biblioteca, que comptava una col·lecció de més de 28.000 volums, inclosos desenes d'incunables procedents dels fons de la històrica Acadèmia de Matemàtiques de Barcelona.
L'endemà es va personar en el lloc del sinistre el President del Consell de Ministres, Miguel Primo de Rivera, i altres membres del Govern del Directori Militar, i el dilluns, a la una de la tarda, va arribar el rei Alfons XIII qui: “…va mostrar la seva aflicció per tan enorme desastre, prometent a l'alcalde que l'edifici incendiat es construirà de nou…”. En aquest sentit, Ernesto Villar Peralta va redactar i va presentar el projecte de reconstrucció amb data 10 d'abril d'aquest any. No obstant això, les obres es van limitar a certes ampliacions sobre l'horta, repartint-se algunes aules per dependències del palau d'Antonio de Mendoza, llavors seu de la Diputació provincial i Institut d'Ensenyament Mitjà.
En 1928 una nova Ordre tornava a reorganitzar l'ensenyament militar, obligant a aquells que volien formar-se com a Enginyers a repartir els seus anys d'estudis entre Saragossa i Guadalajara. Un cop proclamada la II República, en Ordre de 4 de juliol de 1931, es va decretar la supressió de l'Acadèmia General i la integració de l'Acadèmia d'Enginyers en la d'Artilleria amb seu a Segòvia, on va ser traslladada.
Finalitzada la Guerra Civil Espanyola, l'ajuntament de Guadalajara va gestionar, sense èxit, davant els responsables de la dictadura militar la reinstal·lació de l'Acadèmia d'Enginyers en aquesta ciutat. Finalment, aquesta institució docent es va situar en Burgos i va ser traslladada definitivament a Hoyo de Manzanares (Madrid) en 1968. En canvi, en les instal·lacions de la Fundació de Sant Diego de Alcalá de Guadalajara es va domiciliar l'Acadèmia d'Infanteria, entretant es reconstruïen les seves instal·lacions en Toledo.